# Ultramarin
Ultramarin eller azur (af latin: ultra- (hinsides) og marinus (vedrørende havet)) er en blå farvetone, der forekommer naturligt i halvædelstenen lapis lazuli, der ved knusning og malning blandes med bindemiddel, f.eks. arabisk gummi, så den kunne fæstnes til underlaget. Denne metode gjorde farven til den suverænt dyreste på paletten. Til gengæld var den lysægte og falmede således ikke. Som følge deraf er Jesus på værker fra Middelalderen ofte afbildet i ultramarinblå klæder.
I 1822 lykkedes det Christian Gottlob Gmelin at fremstille farven kemisk, hvilket selvsagt gjorde den væsentligt billigere. Af indtryk er den "lysende" intens. Imidlertid er pigmentet af karakter laserende, gennemskinneligt, så den ved påføring kræver et hvidt underlag, for ikke at miste sin kraft. Det medfører at den ikke, eller i hvert fald meget vanskeligt, giver en ensartet flade. På Faaborg Museum ses ultramarin anvendt al fresco på væggene i den sal, hvori Kay Nielsens statue af Mads Rasmussen står.